# 陳鵾
陳鵾（?—?），字南卿，一字蘭卿，山陰（今浙江紹興）人。
祖先因游幕前來雲南，遂定居昆明。清末諸生，後納粟補雲南知縣，擢拔為趙州知州，候補知府。善繪畫，工笔兰草和螃蟹。晚年退休歸里，築集翠軒於翠湖東。光緒年間，與滇中朱庭珍、趙藩、李坤等名士有往來。光緒十二年（1886年）夏，在昆明成立蓮湖吟社，公宴於集翠軒，共推朱庭珍為社长，每月擇期一會，以詩詞唱和。光緒十四年（1888年），刻《蓮湖吟社稿》二卷行世。卒年八十四。著有《集翠軒詩鈔》。